# NGC 591
NGC 591 este o galaxie situată în constelația Andromeda. A fost descoperită în 10 octombrie 1866 de către Truman Henry Safford. De asemenea, a fost observată încă o dată în 30 noiembrie 1885 de către Lewis Swift.